# Robinson R22
El Robinson R22 es un helicóptero bipala, mono-motor fabricado por Robinson Helicopters. El modelo R22 es de dos asientos. Diseñado en 1973 por Frank Robinson, fue aprobado en 1975 y ha estado en producción desde 1979. El Robinson R22 Beta II vuela en todo el mundo en múltiples misiones, que van desde la formación e instrucción de pilotos hasta el patrullaje, fotografía, turismo, etc. Sus grandes virtudes son su fiabilidad, bajo coste de operación y su gran rendimiento.

## Especificaciones
Referencia datos: R22 Pilot's Operating Handbook y R22 Beta II Specifications

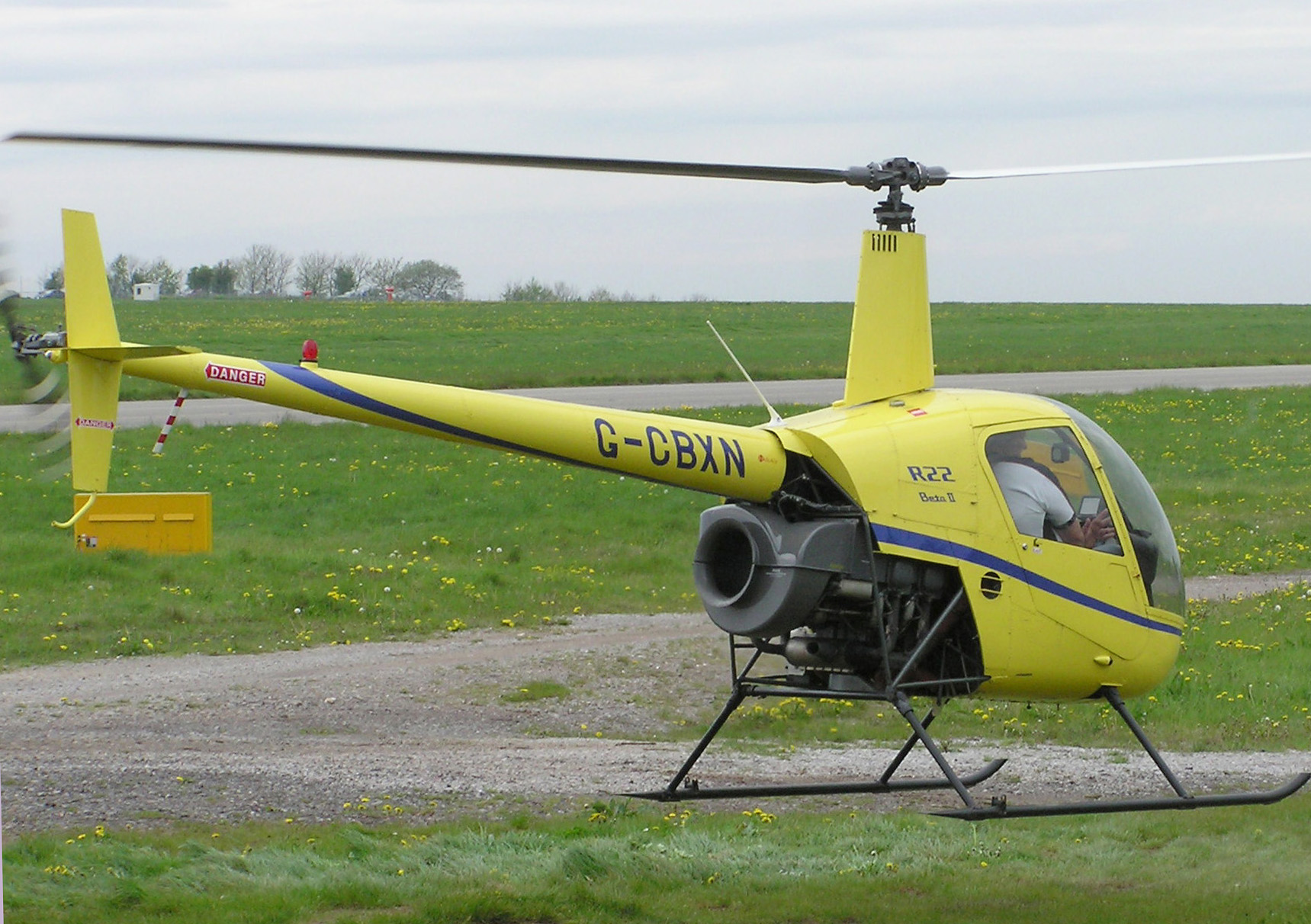
Robinson R22.

| MTOW (Peso máximo al despegue)            | 622 kg (1370 lb)   |
| Potencia máxima continua de los motores   | 92,47 kW (124 hp)  |
| Diámetro del rotor principal              | 7,67 m (302 in)    |
| Diámetro del rotor secundario             | 1,07 m (42 in)     |
| Alcance                                   | 460 km (250 nm)    |
| Velocidad máxima                          | 189 km/h (102 kts) |
| Velocidad de rotación del rotor principal | 530 rpm            |
| Techo de vuelo absoluto                   | 4,267 m (14000 ft) |

## Características
Referencia datos: R22 Pilot's Operating Handbook y R22 Beta II Specifications

### Características generales
- Tripulación: 1 piloto
- Capacidad: 1 pasajero
- Longitud: 8,7 m (28,7 ft)
- Altura: 2,7 m (8,9 ft)
- Área circular: 46,2 m² (497,3 ft²)
- Peso vacío: 417 kg (919,1 lb)
- Peso útil: 205 kg (451,8 lb)
- Peso máximo al despegue: 622 kg (1370,9 lb)
- Planta motriz: 1× Motor de 4 cilindros Lycoming IO-320-A2B.
- Hélices: Rotor principal y de cola bipala
- Capacidad de combustible interna: 64 litros
- Capacidad de combustible en tanque auxliar: 36 litros

### Rendimiento
- Velocidad crucero (Vc): 153 km/h (95 MPH; 83 kt)
- Radio de acción: km
- Alcance en combate: km
- Alcance en ferry: km
- Techo de vuelo: 14.000 pies
- Régimen de ascenso: 6,1 m/s (1201 ft/min)

## Helicópteros similares
- Cicaré CH-12
- Bell 47
- SAFARI
- DF Helicopters DF334
- Guimbal Cabri G2
- Hughes 269
- OH-23 Raven
- RotorWay Exec 162F
- Schweizer 300C

## Listado de helicópteros y aeronaves con rotor
- Listado de Helicópteros